# 朱利安·布拉西爾

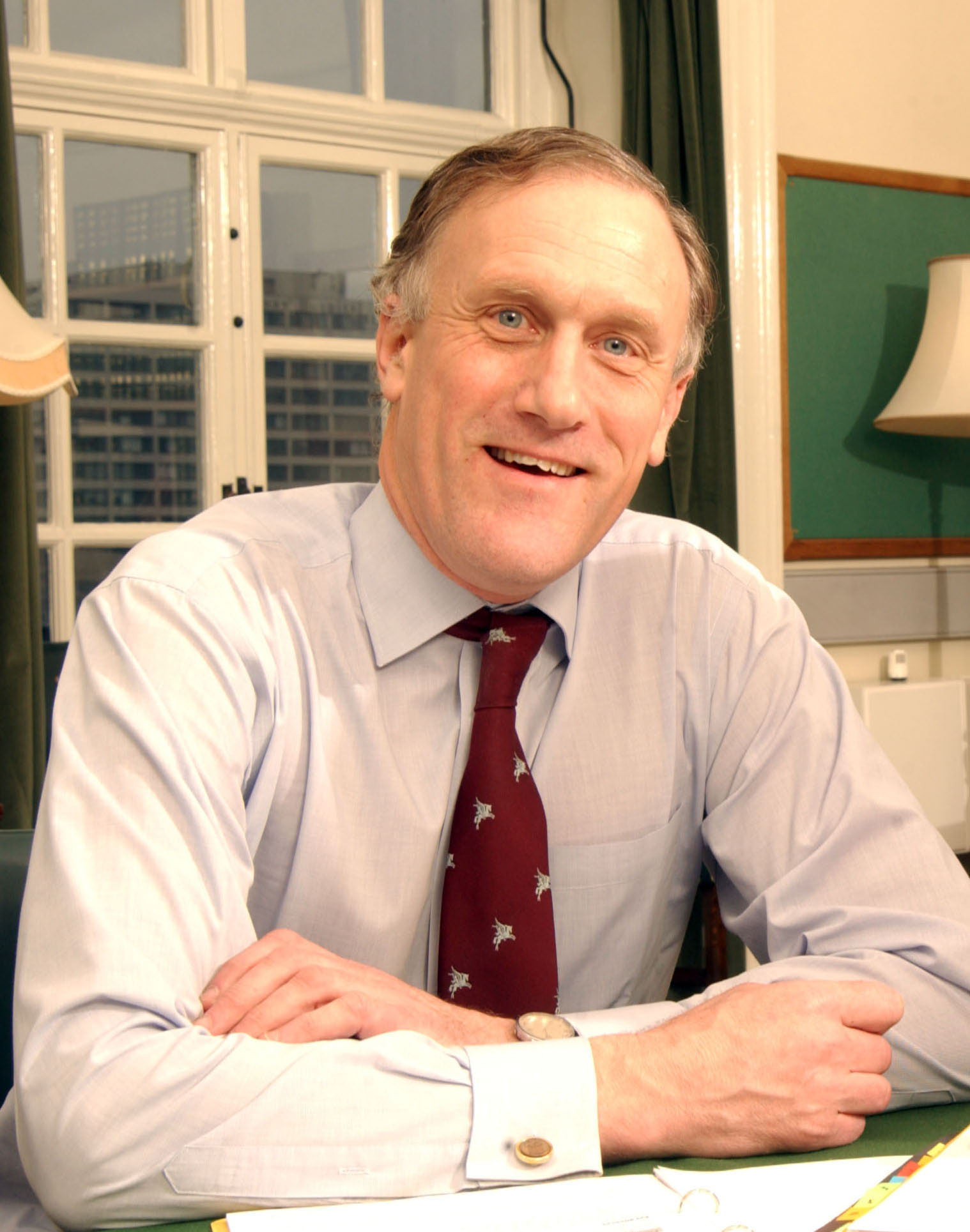

朱利安·布拉西爾（英語：Julian Brazier，1953年7月24日—）是一位英格蘭政治人物，他的黨籍是保守黨。自1987年到2017年，他擔任坎特伯雷選區選出的英國下議院議員。他曾經擔任牛津大學保守協會的主席。